# Galoter-Verfahren

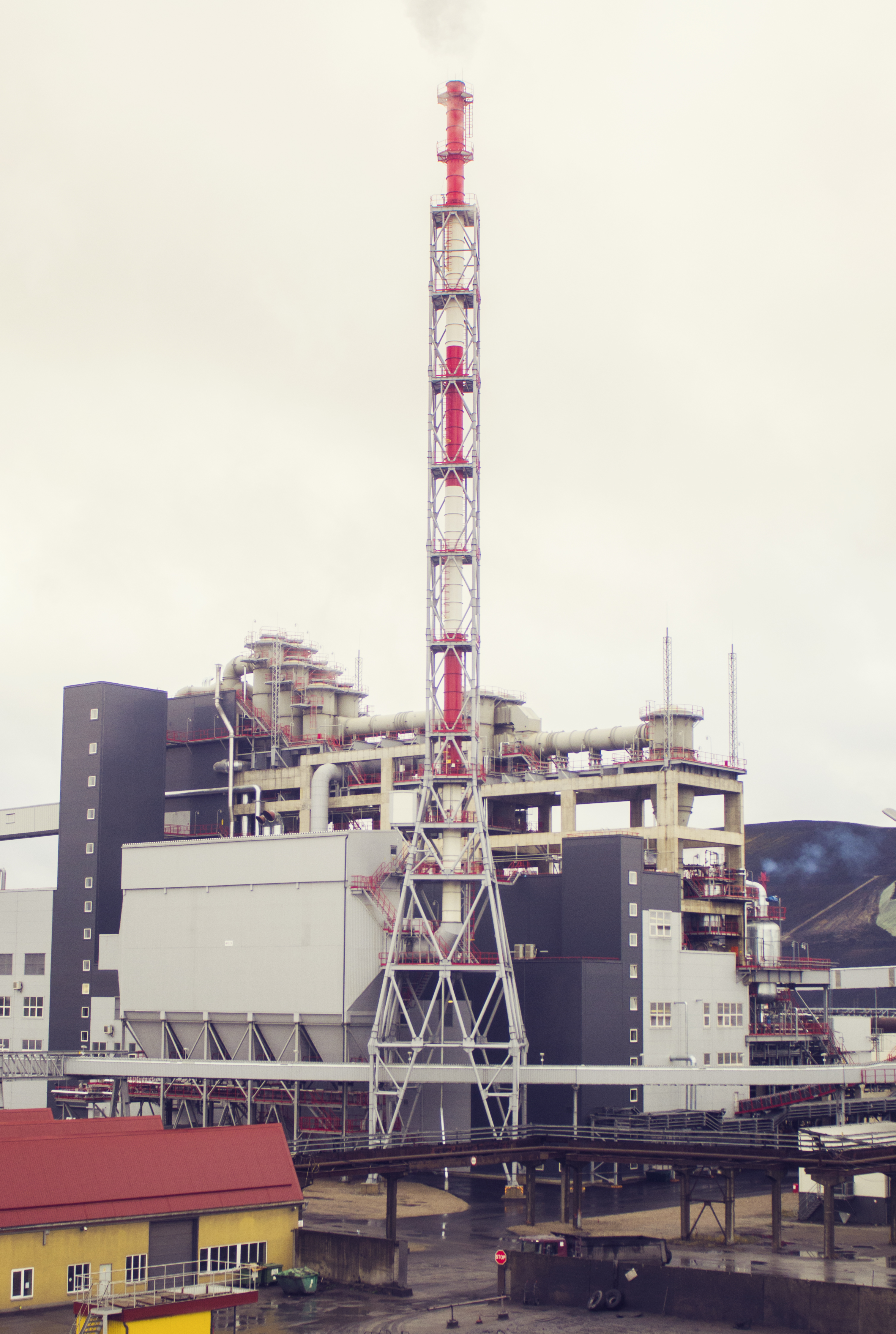
VKG Petroter

Das Galoter-Verfahren ist eines der Verfahren zur Gewinnung von Schieferöl, welches zur Ausbeutung der Ölschiefervorkommen bei Narva entwickelt wurde. Es wurde in den 1940ern entwickelt und ist noch heute (bzw. seine Modifikationen TSK, UTT, SHC, Enefit und Petroter) im Einsatz. Durch den Prozess werden Wärme, Schieferöl und Ölschiefergas gewonnen.

## Geschichte
1944 begann unter Israel Galynker am G.M. Krschischanowski-Institut für Energietechnik die Forschung zu Pyrolyseprozessen. 1947 wurde in Tallinn eine Pilotanlage gebaut. 1953 und 1963 wurden bei Kiwiyli die ersten kommerziellen Anlagen mit 2000 und 5000 t Kapazität in Betrieb genommen.
1980 wurde das Verfahren von Atomenergoexport beim Narva-Kraftwerk in Betrieb genommen.
Zusammen mit Outotec wurden das Enefit-Verfahren und mit der Viru Keemia Grupp das Petroter-Verfahren entwickelt. 2013 wurde in Frankfurt am Main eine Testanlage eröffnet.

## Verfahren
Der Ölschiefer wird auf eine Korngröße von weniger als 25 mm vermahlen und anschließend auf einem Fließbetttrockner durch Heißluft getrocknet. Danach werden die auf 135 °C vorgeheizten Partikel per Fliehkraftabscheider abgetrennt. Diese werden nun mit den 800 °C heißen Verbrennungsrückständen aus der Verbrennung der bereits ausgebeuteten Schiefer vermischt. Das Verhältnis von heißer Asche zu Ölschiefer beträgt etwa 3:1. Das Gemisch wird nun in einen Drehrohrofen mit Sauerstoffmangel gebracht und auf einer Temperatur 520 °C gehalten, sodass Pyrolyse stattfindet. Die Pyrolysegase werden kondensiert und rektifiziert. Der verbrauchte Schiefer wird in einem weiteren Ofen zur Aschegewinnung verbrannt. Die gereinigten Gase werden zur Trocknung benutzt.:8